# Gerbillus andersoni
Gerbillus andersoni är en däggdjursart som beskrevs av de Winton 1902. Gerbillus andersoni ingår i släktet Gerbillus och familjen råttdjur. IUCN kategoriserar arten globalt som livskraftig. Inga underarter finns listade i Catalogue of Life.
Kroppslängden (huvud och bål) är 90 till 115 mm, svanslängden är 110 till 150 mm och vikten varierar mellan 28 och 33 g. Arten har cirka 30 mm långa bakfötter och ungefär 15 mm stora öron.
Denna gnagare förekommer i norra Afrika vid Medelhavet och i västra Asien från Libyen över Egypten till Israel och Jordanien. Habitatet utgörs av sanddyner vid kusten.
Individerna delar reviret med andra gnagare, oftast från släktet Gerbillus. Däremot registrerades inget socialt umgänge mellan exemplar från olika arter. Födan utgörs av frön, blad, unga växtskott och andra gröna växtdelar som kompletteras med insekter. Arten föredrar blad under den kyliga årstiden. Fortplantningen sker under senare vintern och våren. Honor föder 3 till 7 ungar per kull. Hanar blir könsmogna efter 5,5 månader men den första framgångsrika parningen sker vanligen efter ett år. Några individer kan para sig två gånger under livet. Gerbillus andersoni är nattaktiv och den vilar på dagen i självgrävda bon.